# Chen Yang (hockey sur gazon)
Pour les articles homonymes, voir Chen Yang et Chen.
Chen Yang (en chinois : 陈阳) née le 15 février 1997, est une joueuse de hockey sur gazon chinoise,.

## Carrière
Elle a fait partie de l'équipe nationale pour concourir à la Coupe du monde 2018 à Londres et aux Jeux olympiques 2020 à Tokyo.

## Palmarès
- : 2e au Champions Trophy d'Asie en 2016.